# أسباروخ
الخان أسباروخ (بالبلغارية: Аспарух) (توفي في 700 م) كان خاناً بلغارياً وأيضاً أول حاكم لبلغاريا. أسس بلغاريا عام 681 م كاتحاد مع القبائل السلافية السبع. كان أسباروخ زعيماً جريئاً يجسد مهارات السياسي ورجل الدولة والدبلوماسي والمحارب.